# Панфілово (Калманський район)
Панфі́лово (рос. Панфилово) — село у складі Калманського району Алтайського краю, Росія. Входить до складу Новоромановської сільської ради.

## Населення
Населення — 348 осіб (2010; 475 у 2002).
Національний склад (станом на 2002 рік):
- росіяни — 91 %